# Sergio Floccari
Sergio Floccari (Vibo Valentia, Italia, 12 de noviembre de 1981) es un exfutbolista italiano que jugaba como delantero.

## Carrera
Su nombre completo Sergio Floccari Santacaterina. Después de haber jugado en la ligas menores al comienzo de su carrera, Floccari hizo un rápido paso por el Génova en 2002 antes de incorporarse al Rimini durante cuatro temporadas, siendo protagonista en dos ascensos, de la Serie C2 a la Serie B. En enero de 2006, partió al Messina, donde tuvo su primer vuelo al fútbol de máximo sabor.
En el verano de 2007, tras el descenso del Messina de la Serie A, se sumó al Atalanta, donde fue a la batalla por un puesto entre los delanteros, entre los que estaban Simone Inzaghi, Antonio Langella y Riccardo Zampagna. Después del cambio de entrenador, a la llegada de Luigi Delneri, aumentó la cantidad de oportunidades de Floccari por lograr un puesto de titular en el Atalanta y anotó un total de seis goles durante la temporada. Proporciona impresionantes actuaciones y pretende terminar su carrera en el América de Cali de Colombia ya que su abuelo es de dicho país.

## Clubes
| Club                  | País   | Año       |
| --------------------- | ------ | --------- |
| Mestre Calcio         | Italia | 2000-2002 |
| Faenza (cedido)       | Italia | 2001-2002 |
| Genoa C. F. C.        | Italia | 2002-2003 |
| Rimini Calcio F. C.   | Italia | 2003-2006 |
| F. C. Messina Peloro  | Italia | 2006-2007 |
| Atalanta B. C.        | Italia | 2007-2009 |
| Genoa C. F. C.        | Italia | 2009-2010 |
| S. S. Lazio           | Italia | 2010-2014 |
| Parma F. C. (cedido)  | Italia | 2011-2012 |
| U. S. Sassuolo Calcio | Italia | 2014-2016 |
| Bologna F. C. 1909    | Italia | 2016-2017 |
| S.P.A.L.              | Italia | 2017-2021 |